# Моммзен, Тихо
Карл Йоханнес Тихо Моммзен (нем. Carl Johannes Tycho Mommsen; 23 мая 1819, Гардинг, Шлезвиг-Гольштейн — 30 ноября 1900, Франкфурт-на-Майне) — немецкий филолог-классик и директор средней школы.

## Биография[2]
Тихо Моммзен, сын пастора Йенса Моммзена и Софи Элизабет Крумбхаар, был младшим братом историка и лауреата Нобелевской премии по литературе Теодора Моммзена.
В 1821 году семья переехала в Олдесло. С 1834 года братья посещали Христианеум в Альтоне. Потом Карл отправился в Кильский университет где изучал филологию. Здесь он встретил поэта Теодора Шторма и в 1839 году вместе с ним и его братом Теодором в 1843 году опубликовал песенник трёх друзей.
У Карла было 2 жены, первая дочь юриста Карла Фридриха де Бура (1776-1848) Франциска де Бур (1792-1855 была жената до 1849) и вторая Франциска Эмили Кэролайн де Бур (1824-1902).
В апреле 1849 года он стал учителем в гимназии в Хузуме. В 1850 году Карл был вынужден покинуть Хузум по политическим причинам и уехал в Альтону.
На Пасху 1851 года он стал учителем средней школы в Эйзенахе.
Проработав ректором школы для граждан в Ольденбурге, с 1864 по 1886 он был директором муниципальной средней школы во Франкфурте-на-Майне.

### Семья[2]
У Карла было 8 детей:
- Йенс Моммзен или Йенс Карл Фридрих (1852-1922) был врачом. (Сын Франциске де Бур)
- Эмма Катинка (1857-1943) вышла замуж за архивиста Клауса Альберта де Бура (1852-1945). (Дочь Франциске де Бур)
- Агнес Моммзен (1854-1920). (Сын Франциске Эмили Кэролайн де Бур)
- Джоанна Софи Элизабет (1850-1935). (Дочь Франциске Эмили Кэролайн де Бур)
- Луиза Амалия (1859-?). (Дочь Франциске Эмили Кэролайн де Бур)
- Мари Алвин Роза (1861-1879). (Дочь Франциске Эмили Кэролайн де Бур)
- Герман Адольф Август (1855-?). (Сын Франциске Эмили Кэролайн де Бур)
- Вильгельм Юлиус Генрих (1863-?). (Сын Франциске Эмили Кэролайн де Бур)

### Смерть
Карл Йоханнес Тихо Моммзен умер 30 ноября 1900 года во Франкфурте-на-Майне в возрасте 80 лет. Его могила находится на главном кладбище Франкфурта-на-Майне.

## Работы
- [Kommentierte Übersetzung] Pindaros, Kiel 1845 (Leipzig 1846, mit Anmerkungen Berlin 1864)
- Der Perkins-Shakespeare, Berlin 1854
- Die Kunst des Übersetzens aus neueren Sprachen, Oldenburg 1858
- [Kritische Ausgabe] Shakespeare, Romeo und Julia, Oldenburg 1859
- Bemerkungen über Kritik, Exegese und Versabtheilung bei Pindar, Oldenburg 1863 [39 S.]
- Bemerkungen zum ersten Buche der Satiren des Horaz, Frankfurt 1871 [30 S.]
- Beiträge zu der Lehre von den griechischen Präpositionen, Berlin 1895 [X, 846 S.]